# Teresa Ann Savoy
Teresa Ann Savoy (Londres,18 de julho de 1955 – Milão, 9 de janeiro de 2017), foi uma atriz britânica que trabalhou em vários filmes italianos.

## Biografia
Savoy tinha 18 anos quando apareceu na revista italiana para adultos Playmen (outubro de 1973), usando o pseudônimo de "Terry", que fugiu de casa aos 16 anos, morava em uma comunidade hippie na Sicília e logo se tornou uma atenção da imprensa.
Em 1974, sua carreira de atriz começou quando o diretor de cinema Alberto Lattuada (que descobriu Federico Fellini e Silvana Mangano) deu seu primeiro papel no filme Le farò do priest aka La bambina, interpretando uma garota com deficiência intelectual chamada Clotilde.
Seu próximo filme foi Private Vices, Public Prazeres (Vizi privati, pubbliche virtù) (1975), dirigido pelo diretor húngaro Miklós Jancsó. O filme contou a história do príncipe herdeiro Rudolf, filho do imperador austro-húngaro Franz Joseph e sua rebelião contra o pai. Teresa interpretou a baronesa Mary Vetsera, amante de Rudolf, mas na visão de Jancso, ela aparece como uma hermafrodita.
Em 1975, Savoy conheceu Tinto Brass e eles trabalharam juntos no bem sucedido filme Salon Kitty (1976). No filme, ela interpretou uma jovem garota do BDM (League of German Maidens, uma organização juvenil nazista) que se torna uma espiã que se apresenta como prostituta da organização paramilitar nazista da SS.
Em 1979, Tinto Brass a dirigiu novamente como Drusilla no polêmico filme Calígula.
Em 1977, Savoy interpretou Jamilah no filme italiano feito para a TV Sandokan alla riscossa! (Sandokan to the Rescue) baseado nos romances de Sandokan de Emilio Salgari.
Savoy voltou ao cinema em 1981 com La disubbidienza de Aldo Side, onde interpretou Edith, uma atraente governanta judia. O filme cobriu eventos sob o reinado da República Social Italiana. No mesmo ano, a diretora Miklós Jancsó trabalhou novamente com ela no filme A zsarnok szíve, avagy Boccaccio Magyarországon (O Coração do Tirano), no qual ela tocou ao lado de Ninetto Davoli.
Em 1982, Savoy teve um papel menor na minissérie de TV La Certosa di Parma (The Charterhouse of Parma, 1982), dirigida por Mauro Bolognini. Em 1984, ela era terrorista em busca de um parceiro traidor por matar no filme de baixo orçamento Il Ragazzo di Ebalus (O garoto de Ebalus), ao lado de Saverio Marconi. Em 1986, participou de Maria di Gallese, a primeira esposa do escritor e poeta Gabriele D'Annunzio (interpretada por Robert Powell), no filme D'Annunzio, dirigido por Sergio Nasca. Ainda em 1986, ela foi a protagonista de La Donna del Traghetto, dirigida por Amedeo Pago. Em 2000, fez sua última aparição no cinema em La Fabbrica del Vapore, o primeiro filme digital italiano.[Citação necessária] Ela recebeu o título de membro da Royal Society of Arts em 1989.[Citação necessária] Savoy morreu de câncer em 9 de janeiro de 2017 em Milão, onde morava com o marido e dois filhos.

## Filmografia

### Cinema
| Ano  | Título                           | Personagem       | Notas |
| ---- | -------------------------------- | ---------------- | ----- |
| 1974 | Le farò do priest aka La bambina | Clotilde Spina   |       |
| 1976 | Salon Kitty                      | Margherita       |       |
| 1976 | Private Vices, Public Pleasures  | Maria Vetsera    |       |
| 1979 | Calígula.                        | Júlia Drusila    |       |
| 1981 | La disubbidienza                 | Edith            |       |
| 1981 | The Tyrant's Heart               | Katalin          |       |
| 1984 | Il ragazzo di Ebalus             | Jovem Terrorista |       |
| 1986 | La Donna del Traghetto           | Viola            |       |
| 1987 | D'Annunzio                       | Maria di Gallese |       |
| 2000 | La fabbrica del vapore           | Magazziniera     |       |

### Televisão
| Ano  | Título                   | Personagem  | Notas                          |
| ---- | ------------------------ | ----------- | ------------------------------ |
| 1977 | Sandokan alla riscossa!  | Jamilah     | Filme de televisão             |
| 1980 | Poco a poco              | Annie Conti |                                |
| 1982 | La Certosa di Parma      | Contessina  | Minissérie                     |
| 1983 | Capitaine X              | Clara       | Minissérie                     |
| 1986 | Quando arriva il giudice |             | Episódio Addio maschio crudele |
| 1989 | Quattro storie di donne  | Annie       | Episódio: "Rose"               |